# Trent Ford
Trent Ford (Akron, 16 de janeiro de 1979) é um ator e modelo norte-americano, de ascendência britânica.

## Biografia
Ford é filho de um piloto de testes americano da marinha, e de uma inglesa proveniente de Birmingham, Inglaterra. Ele se mudou para o Reino Unido com dez anos, junto com sua mãe, e cresceu em Londres, formando-se na Universidade de Cambridge com graduação em inglês.
Atualmente, Trent mora em Londres com sua família.

## Carreira
O ator atuou em filmes como Meu Novo Amor (com Mandy Moore), Deeply (com Kirsten Dunst), Assassinato em Gosford Park, e Slap Her... She's French (com Piper Perabo).
Seu trabalho mais conhecido é o de namorado de Zoey Bartlet, Jean-Paul Charpentier, Visconde de Condé de Bourbon, na quarta temporada do seriado The West Wing, e o de futuro inimigo do Super-Homem, Senhor Mxyzptlk, na quarta temporada de Smallville, no episódio Jinx.
Ele também apareceu na propaganda do perfume Eternity Moment da Calvin Klein, juntamente com Scarlett Johansson.
Estrelou como convidado no seriado The Class, como Benjamin Chow, um violinista conhecido internacionalmente e o namorado de Kat Warbler (Lizzy Caplan).
Trent Ford foi convidado para atuar em The Vampire Diaries como Trevor. Trevor juntamente com Elijah (Daniel Gillies) irá se juntar a Rose (Lauren Cohan) nos episódios 2×08 – "Rose" e 2×09 – "Katerina".

## Filmografia
- Burning Blue (2014)
- September Dawn (2006)
- Shark Bait (2006)
- A Ilha (2005) (2005) (Longa-metragem)
- How to Deal (2003), Macon
- Cuidado: ela é Francesa (2002) (Longa-metragem)
- Assassinato em Gosford Park (2001) (Longa-metragem)
- Deeply (2000), James